# Lista de montanhas dos Açores

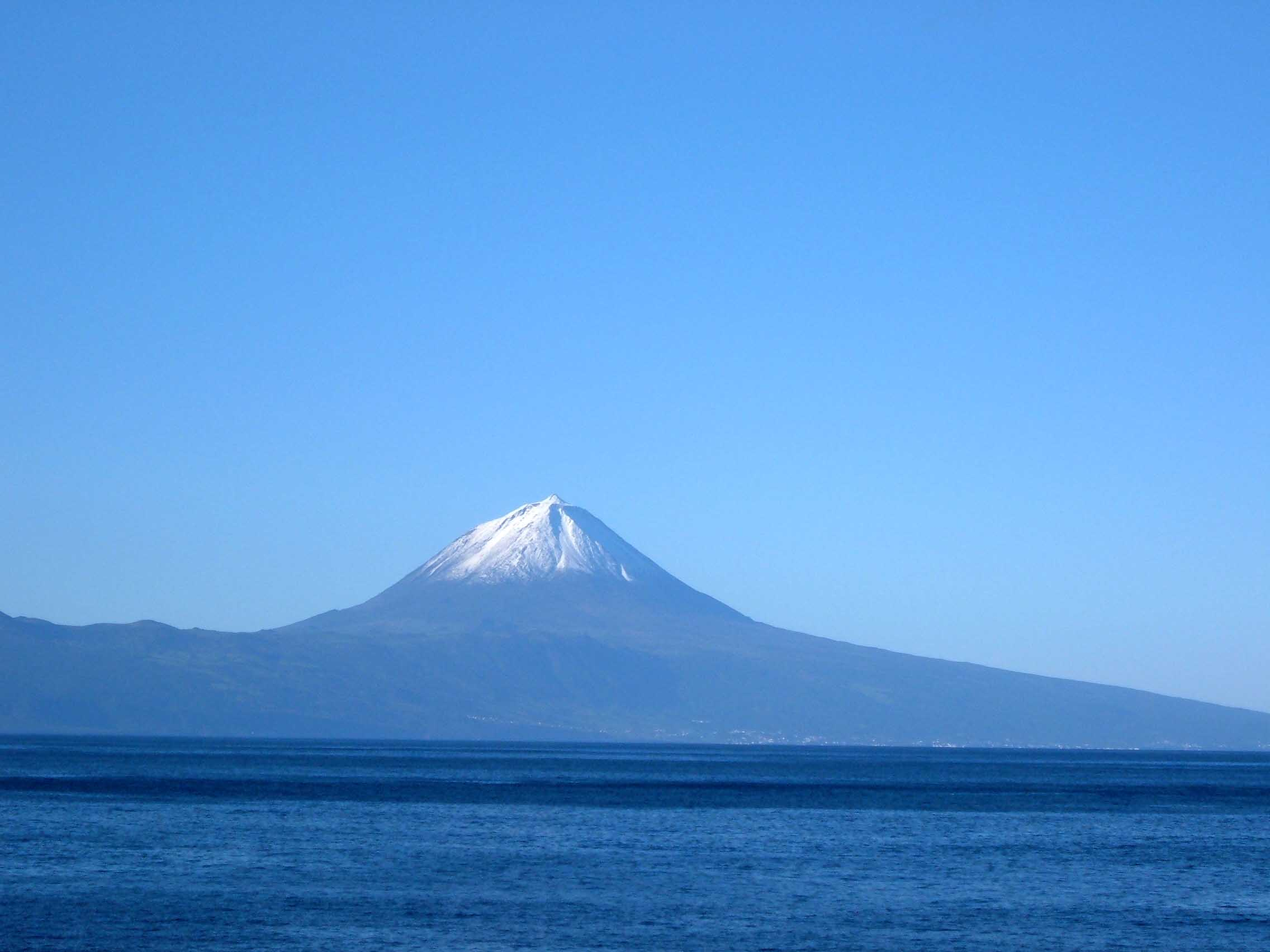
Ilha do Pico, Montanha, vista da Fajã Grande, ilha de São Jorge.

Esta é uma lista de montanhas dos Açores, sua descrição e localização.

## Ilha do Pico
- Cabeço da Árvore
- Cabeço do Alveriano
- Cabeço da Brindeira
- Caldeira de Santa Bárbara
- Cabeço de Cima
- Cabeço António da Costa
- Cabeço das Cabras
- Cabeço das Cabras (Lajes do Pico)
- Cabeço do Capitão
- Cabeço da Cruz
- Cosme
- Cabeço da Cheira
- Cabeço do Coiro
- Cabeço das Cruzes
- Cabeço da Terra Chã
- Caveiro
- Cabeço do Caveiro
- Cova do Caldeirão
- Cabeço da Canzana
- Cabeço do Carneiro
- Cabeço do Caminho Escuro
- Cabeço das Cruzes
- Cabeço das Covas
- Cabeço do João Duarte
- Cabeço da Escaleira
- Cabeço Escalvado
- Cabeço do Évora
- Cabeço do Escalvado
- Cabeço do Ferrobo
- Cabeço de Rodrigues Enes
- Cabeço da Fajã
- Cabeço do Forcado
- Cabeço Grande (Madalena)
- Cabeço Grande
- Cabeço do Gato
- Cabeço do Padre Glória
- Cabeço do João Homem
- Cabeço das Hortelãs
- Cabeço da Junqueira
- Cabeço da Junça
- Cabeço do Manuel João
- Cabeço da Lavandeira
- Cabeço do Leitão
- Cabeço da Lança
- Cabeço da Lagoinha
- Cabeço da Ribeira da Laje
- Cabeço da Lambisca
- Cabeço do José Moinho
- Cabeço da Macela
- Cabeço do Mistério
- Cabeço do Moiro
- Cabeço do Meio
- Cabeço da Palhinha
- Cabeço Redondo
- Cabeço da Rocha
- Cabeço Raso
- Cabeço do Padre Roque
- Cabeço da Rochinha
- Cabeço do Sintrão
- Cabeço da Serreta
- Cabeço Zaranza
- Cabeços das Torrinhas
- Cabeço do Tamusgo
- Cabeço do Teixo
- Cabeço do Vermelho
- Cabeço do Silvado
- Cabecinho
- Cruz do Redondo
- Castelete
- Chã do Pelado
- Eiras
- Gigona
- Grotões
- Lajes da Cevada
- Pico do Landroal
- Laje
- Lomba
- Lomba do Cácere
- Lomba de São Mateus
- Testada Nova
- Montanha do Pico
- Portal da Fonte
- Pia de Água
- Pontinha
- Passagem
- Purgatório (Lajes do Pico)
- Pico Corre Água
- Pico Geraldo
- Queiró
- Curral Queimado
- Selado
- Topo (ilha do Pico)
- Pico da Urze (Madalena)
- Chão Verde
- Valagão

## Ilha das Flores
- Alto da Cova
- Agulhas
- Buguilão
- Bureiro
- Boca da Vereda
- Espigão
- Lomba da Vaca
- Morro Alto
- Monte das Cruzes
- Marcela
- Morro do Franciscão
- Pedra Alta
- Pico da Burrinha
- Pico da Casinda
- Pico do Laurenzo
- Pico dos Sete Pés
- Pico Negro
- Pico da Terra Nova
- Pedrinha
- Pico do Touro
- Pico da Sé
- Rocha da Fajã Grande
- Rocha do Touro
- Tapada Nova
- Tapada Comprida
- Testa da Igreja
- Vigia da Rocha Negra

## Ilha do Faial
- Alto da Pedreira
- Tambroso
- Cabeço da Vaca
- Alto do Rigo
- Pico do Alto do Inverno
- Canto dos Banquinhos
- Alto do Cabouco
- Pico Cangueiro
- Pico das Queimadas
- Cabeço Redondo
- Cabeço Gordo
- Lomba de Baixo
- Alto do Guarda-Sol
- Alto do Brejo
- Cabeço dos Trinta
- Vulcão do Cabeço do Fogo
- Cabeço do Goularte
- Cabeço da Fonte
- Cabeço Verde
- Cabeço Verde
- Cabeço do Canto
- Monte Carneiro
- Monte da Guia

## Ilha do Corvo
- Coroa do Pico
- Morro da Fonte
- Lomba Redonda
- Morro dos Homens
- Espigãozinho
- Serrão Alto
- Monte Grosso

## Ilha Graciosa
- Pico da Caldeirinha
- Serra Dormida
- Pico do Coirão
- Pico do Facho
- Ponta da Restinga
- Pico Timão
- Quitadouro
- Monte de Nossa Senhora da Ajuda
- Serra Branca
- Pico da Hortelã
- Pico das Bichas
- Pico da Brasileira
- Pico dos Barcelos
- Pico das Caldeiras
- Pico das Terças

## Ilha Terceira
- Monte Brasil
- Pico Alto
- Pico Agudo
- Pico do Areeiro
- Pico do Alpanaque
- Pico do Brandão
- Terra Brava
- Pico da Bagacina
- Pico do Boi
- Pico dos Borbas
- Pico do Carneiro
- Pico dos Cravos
- Pico dos Constantinos
- Pico Catarina Vieira
- Pico das Caldeirinhas
- Pico da Cancela
- Pico Celeiro
- Pico das Duas
- Pico das Dez
- Pico do Enes
- Pico das Faias
- Pico da Falca
- Pico do Fogo
- Pico Gordo
- Pico Gaspar
- Pico Gaiteiro
- Pico do Juncal
- Pico da Lomba
- Pico da Lagoinha
- Pico dos Loiros
- Pico do Miradouro
- Pico Matias Simão
- Pico Negrão
- Pico dos Porcos
- Pico da Praia
- Pico dos Padres
- Pico Rachado
- Pico Rachado Novo
- Pico do Raminho
- Pico da Rocha
- Pico das Serretas
- Pico da Serreta
- Pico da Servidão
- Pico das Seis
- Pico do Tombo
- Pico da Vigia
- Pico do Vale Verde
- Serra Alta das Doze
- Serra do Labaçal
- Serra de Santa Bárbara

## Ilha de São Miguel
- Água Retorta
- Pico Bartolomeu
- Cassepe da Costa
- Ponta do Cintrão
- Cumeeira
- Cerrado Novo
- Coroa da Furna
- Chã do Marco
- Descampado
- Espigão da Festa
- Espigão dos Bois
- Gafanhoto
- Lomba da Salga
- Lomba do Pico
- Monte Escuro
- Malhada
- Outeiro Alto
- Pico da Areia
- Pico da Azeitona
- Pico Arde
- Pico dos Alfinetes
- Pico da Água
- Pico dos Achos
- Pico da Arrenquinha
- Pico do Buraco
- Pico da Barrosa
- Pico Barnabé
- Pico do Bispo
- Pico da Batalha
- Pico dos Bodes
- Pico do Boi
- Pico do Canário
- Pico Cigarreiro
- Pico dos Carneiros
- Pico da Cova
- Pico do Castelhano
- Pico do Cambado
- Pico do Cascalho
- Pico do Cedro (Capelas)
- Pico do Carvão
- Pico da Cruz
- Pico das Camarinhas
- Pico da Contenda
- Pico das Éguas
- Pico do Enforcado
- Pedra do Forno
- Pico de El-Rei
- Pico do Ferro
- Pico João Fernandes
- Pico do Fogo
- Pico Doutor Ferreira
- Pico do Gaspar
- Pico Grande
- Pico Longo
- Pico das Três Lagoas
- Pico do Lamego
- Pico Moniz
- Pico Meirinho
- Pico da Mariana
- Pico da Mostarda
- Pico Negro
- Pico da Pedra
- Pico da Pintona
- Pico do Raposo
- Pico de Roma
- Pico da Senhora
- Pico Salomão
- Pico Verde
- Pico da Vara
- Pico Vermelho
- Pico Vermelho (Remédios)
- Planalto dos Graminhais
- Rechão das Vacas
- Simplício
- Serra Gorda
- Serra da Tronqueira
- Serra Devassa
- Serra da Tronqueira
- Salto do Cavalo
- Sebastião Alves
- Serra de Água de Pau

## Ilha de São Jorge
- Brejo
- Cabeço da Lagoa
- Cerrado dos Álamos
- Cimo do Corão
- Covas do Barro
- Entrepicos
- Cume dos Arrebentões
- Cume da Fajã do Belo
- Monte do Trigo
- Morro Pelado
- Pico Maria Pires
- Pico Maria Isabel
- Pico do Areeiro
- Pico Alto
- Pico Alto
- Pico do Alandroal
- Pico da Baleia
- Pico da Barroca
- Pico das Brenhas
- Pico das Brenhas (Calheta)
- Pico do Brejo do Cordeiro
- Pico da Lagoa
- Pico dos Cutelos
- Pico da Choupana
- Pico das Caldeirinhas
- Pico do Carvão
- Pico da Caldeira
- Pico dos Cabecinhos
- Pico da Calheta
- Pico da Esperança
- Pico do Feno
- Pico do Facho
- Pico dos Frades
- Pico da Fonte
- Pico Gordo
- Pico da Gente
- Pico da Junça
- Pico do Loiçano
- Pico dos Loiros
- Pico da Lagoa
- Pico dos Morgadios
- Pico Maria Isabel
- Pico Maria Pires
- Morro Pelado
- Pico do Montoso
- Pico do Meio
- Morro Pelado
- Pico da Pedreira
- Pico da Pedra Vermelha
- Pico da Pedreira
- Pico do Portal do Cedro
- Pico do Pedro
- Pico Pinheiro
- Pico do Paul
- Pico da Ponta Furada
- Pico das Urzes
- Pico da Velha
- Pico Verde
- Pico da Pedra Vermelha
- Pedregulho
- Piquinho da Urze
- Pico das Rocas
- Ponta Gonçalva
- Ponta Ruiva

## Ilha de Santa Maria
- Pico Alto
- Monte Delgado
- Monte das Flores
- Pico do Norte
- Covão da Mula
- Pico do Penedo